# Ariarathes X.

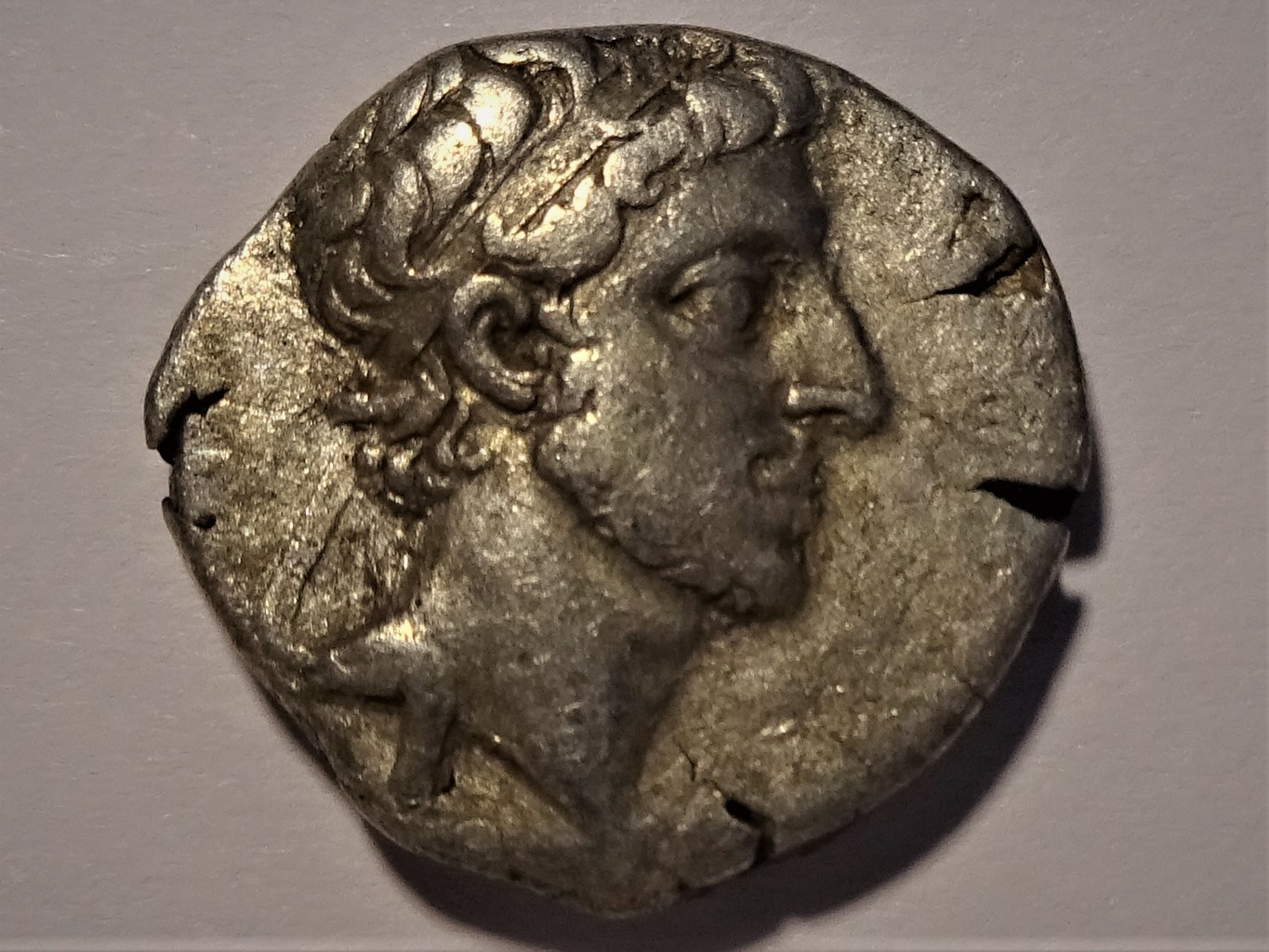
Ariarathes X. auf Drachme

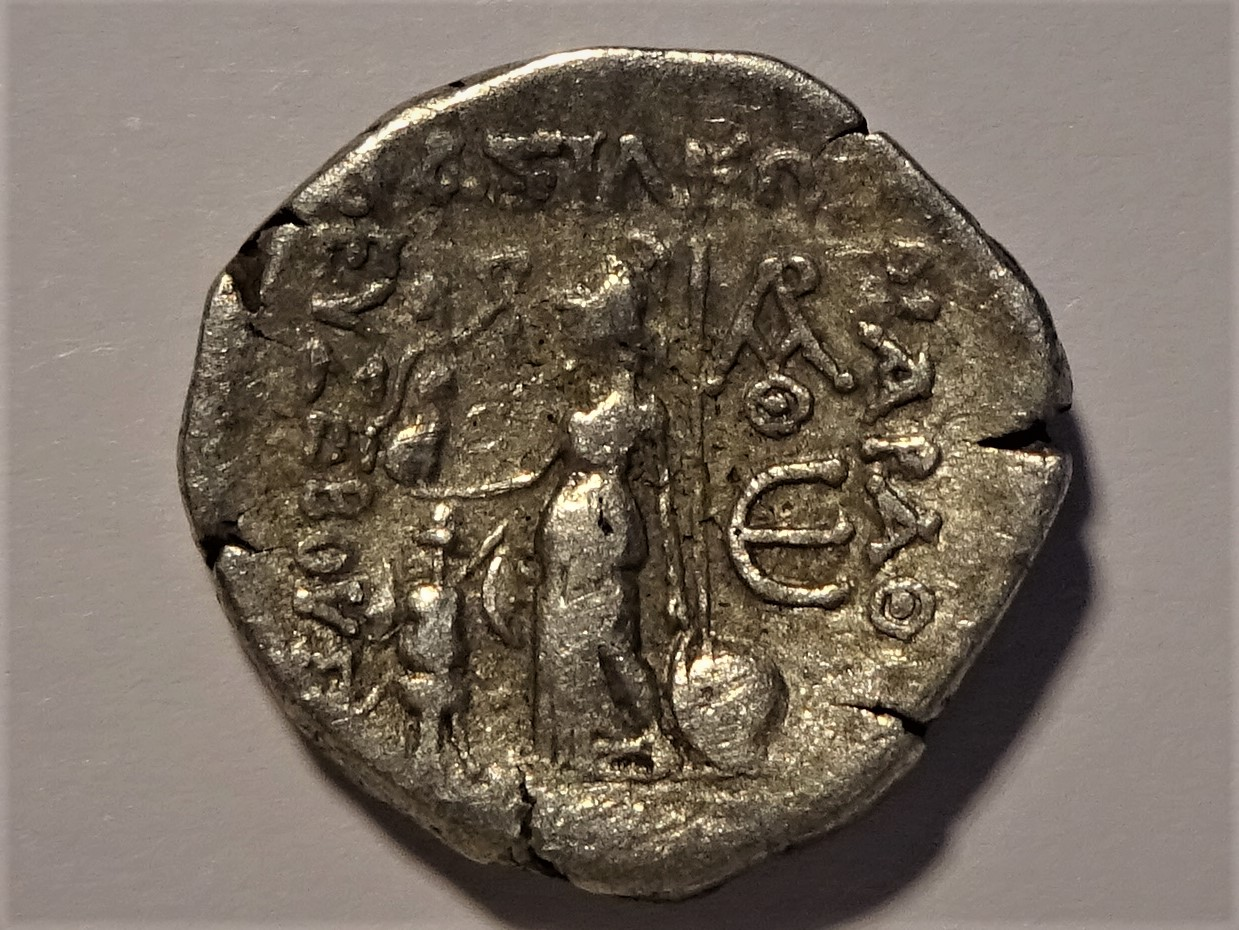
Rückseite der Drachme von Ariarathes X.

Ariarathes X. Eusebes Philadelphos (altgriechisch Ἀριαράθης Εὐσεβής Φιλάδελφος Ariaráthēs Eusebḗs Philádelphos; † um 41 v. Chr. oder um 36 v. Chr.) war kurzzeitig König von Kappadokien.

## Leben
Ariarathes X. war der Sohn des kappadokischen Königs Ariobarzanes II. Dieser fand 52/51 v. Chr. durch eine Verschwörung den Tod und ihm folgte sein ältester Sohn Ariobarzanes III. Aber schon bald nach dessen Regierungsantritt wollte ihn eine Partei durch seinen jüngeren Bruder Ariarathes X. als König ersetzen (51 v. Chr.). Gaius Iulius Caesar sorgte 47 v. Chr. für klare Herrschaftsverhältnisse in Kappadokien. Vermutlich machte er Ariarathes X. zum Thronerben des Bruders sowie zum Unterkönig eines Teils von Kleinarmenien, den der römische Feldherr damals zum Reich Ariobarzanes’ III. hinzufügte. 45 v. Chr. beklagte sich Ariarathes X. in Rom bei Caesar, über keinerlei Herrschaftsgebiet mehr zu verfügen; daher soll er den Diktator nach den Worten des Redners Marcus Tullius Cicero um ein Königreich gebeten haben.
42 v. Chr. wurde Ariobarzanes III. auf Befehl des Caesarmörders Gaius Cassius Longinus wegen mangelnder Unterstützung hingerichtet. Nun wurde Ariarathes X. neuer König Kappadokiens, doch Archelaos machte ihm den Thron streitig. Nachdem die Caesarmörder in der Schlacht bei Philippi (Oktober 42 v. Chr.) von den Triumvirn Octavian und Marcus Antonius besiegt worden waren, kam letzterer 41 v. Chr. in den Orient, um dort die Verhältnisse neu zu regeln. Laut dem Militärhistoriker Appian unterstützte Antonius damals in dem Thronstreit Archelaos und wies die Ansprüche Ariarathes’ X. zurück, der dabei wohl den Tod fand. Im Gegensatz dazu erwähnt Cassius Dio Antonius’ Schiedsspruch im Zusammenhang mit der politischen Neuordnung des Orients durch den Triumvirn 36 v. Chr. Der Althistoriker Benedikt Niese gibt der zeitlichen Angabe des Appian den Vorzug. Dagegen glaubt der Kleopatra-Biograph Christoph Schäfer, dass Antonius 41 v. Chr. Ariarathes X. noch nicht vom Thron vertrieb, sondern erst fünf Jahre später, weil Ariarathes X. wohl bei dem gefährlichen Einfall der Parther in Kleinasien (40/39 v. Chr.) mit diesen Romfeinden gemeinsame Sache gemacht habe.